# Linea Tōkyū Ikegami

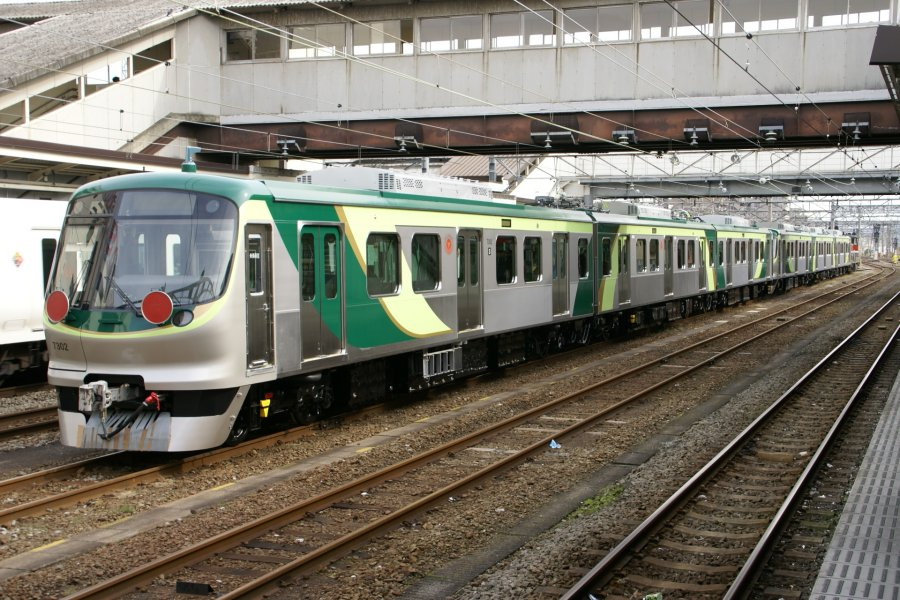
Convoglio della linea

La Linea Tōkyū Ikegami (東急池上線?, Tōkyū Ikegami-sen) è una linea ferroviaria a scartamento ridotto gestita dalla compagnia Tōkyū. Percorre Tokyo per 10,8 km, collegando la stazione di Gotanda a Shinagawa con la stazione di Kamata a Ōta, è una delle linee suburbane più importanti per il traffico dei pendolari.

## Percorso
| Nome            | Giapponese | Distanza da Gotanda | Collegamenti                                                               | Luogo     |
| --------------- | ---------- | ------------------- | -------------------------------------------------------------------------- | --------- |
| Gotanda         | 五反田     | 0.0                 | JR East: Linea Yamanote Toei: Linea Asakusa(A-05)                          | Shinagawa |
| Ōsaki-Hirokōji  | 大崎広小路 | 0.3                 |                                                                            | Shinagawa |
| Togoshi-Ginza   | 戸越銀座   | 1.4                 |                                                                            | Shinagawa |
| Ebara-Nakanobu  | 荏原中延   | 2.2                 |                                                                            | Shinagawa |
| Hatanodai       | 旗の台     | 3.1                 | Linea Tōkyū Ōimachi(OM06)                                                  | Shinagawa |
| Nagahara        | 長原       | 3.7                 |                                                                            | Ōta       |
| Senzoku-Ike     | 洗足池     | 4.3                 |                                                                            | Ōta       |
| Ishikawadai     | 石川台     | 4.9                 |                                                                            | Ōta       |
| Yukigaya-Ōtsuka | 雪が岡大塚 | 5.6                 |                                                                            | Ōta       |
| Ontakesan       | 御嶽山     | 6.4                 |                                                                            | Ōta       |
| Kugahara        | 久が原     | 7.1                 |                                                                            | Ōta       |
| Chidorichō      | 千鳥町     | 8.0                 |                                                                            | Ōta       |
| Ikegami         | 池上       | 9.1                 |                                                                            | Ōta       |
| Hasunuma        | 蓮沼       | 10.2                |                                                                            | Ōta       |
| Kamata          | 蒲田       | 10.8                | JR East: Linea Keihin-Tōhoku Tokyu Corporation: Linea Tōkyū Tamagawa(TM07) | Ōta       |